# Bruno Fontaine (acteur)
Pour les articles homonymes, voir Fontaine et Bruno Fontaine (musicien).
Bruno Fontaine, né en 1960 [réf. nécessaire], est un acteur français.
Il est principalement connu pour jouer Elias de Kelliwic'h dans la série Kaamelott d'Alexandre Astier.
Il crée, le 5 octobre 2010, au Karavan Théâtre de Chassieu, Poucet, un conte sur la peur de l'abandon interprété et mis en scène avec Élisabeth Diamantidis.

## Filmographie

### Télévision
- 2005-2009 : Kaamelott : Elias de Kelliwic'h dit « Le Fourbe »

### Cinéma
- 2021 : Kaamelott : Premier Volet d'Alexandre Astier : Elias de Kelliwic'h

### Doublage
- 2022 : Interdit aux chiens et aux Italiens : Nino, Gérard et un ouvrier français

## Théâtre
- 2010 : Poucet, mis en scène par Élisabeth Diamantidis
- 2013 : San Antonio chez les Gones de Frédéric Dard, mis en scène par Elisabeth Diamantidis[1],[2],[3],[4].
- 2017 : Les vacances de Bérurier de Frédéric Dard, mis en scène par Bruno Fontaine et Ségolène Stock[5],[6]